# Національний музей (Хартум)
Національний музей Судану або Суданський музей (англ. National Museum of Sudan) — національний музей держави Судан, розташований у столиці країни місті Хартумі, одна з головних атракцій міста.
Суданський музей є одним з найбільших у державі. Розташований на вулиці Ніл (араб. شارع النيل) в центрі Хартума.
Заклад заснований 1971 року.
У музеї експонуються раритети, що представляють різноманітні періоди національної історії Судану. 
Серед найцінніших експонатів — два давньоєгипетські храми, що були збудовані королевою Хатшепсут та фараоном Тутмосом III, які були перенесені до Хартуму після того, як розлилося Озеро Насера внаслідок побудови Асуанської греблі. 

## Джерело
- Національний музей (Хартум) на www.virtualtourist.com (англ.)

## Галерея

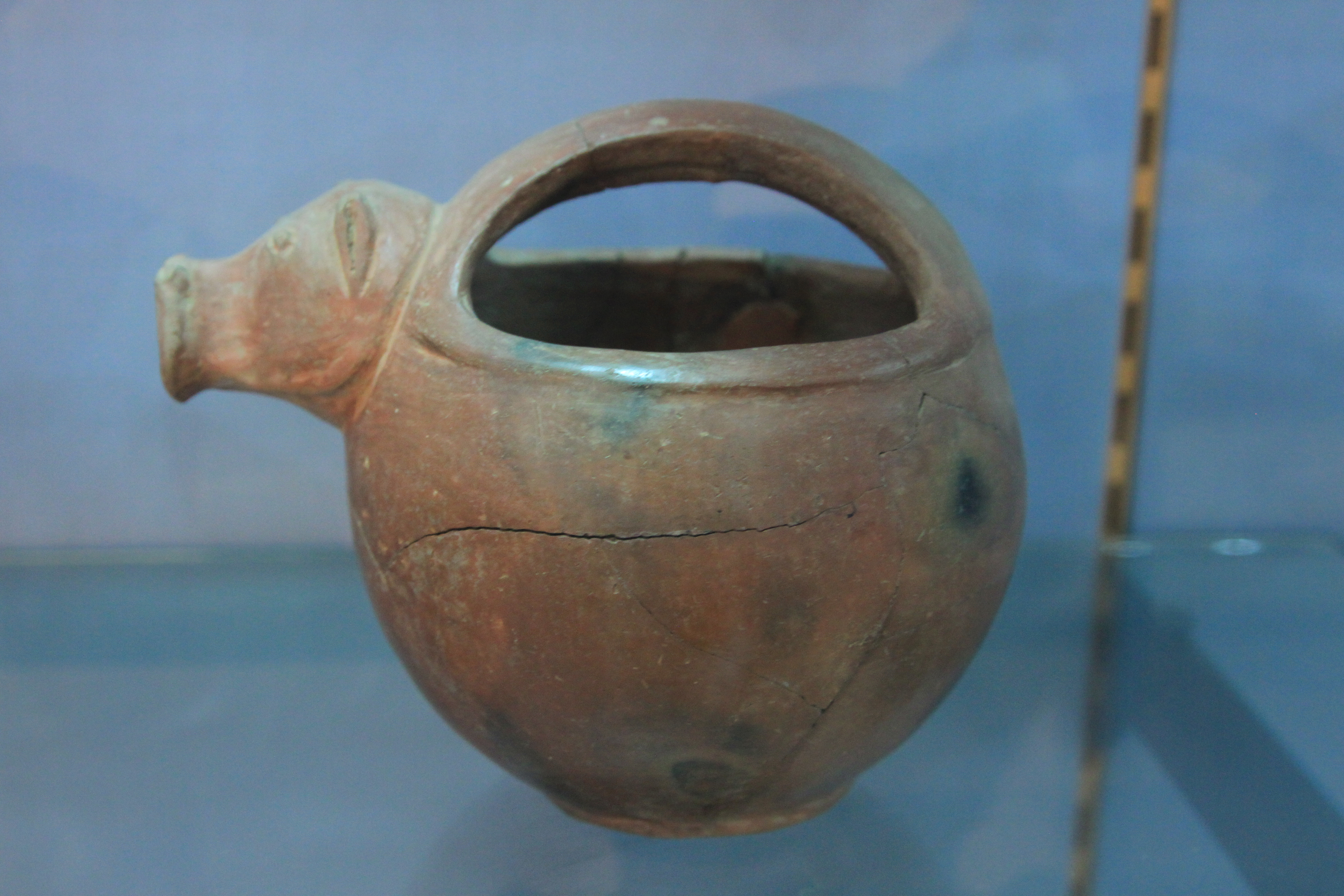
Ковш, Національний музей Судану
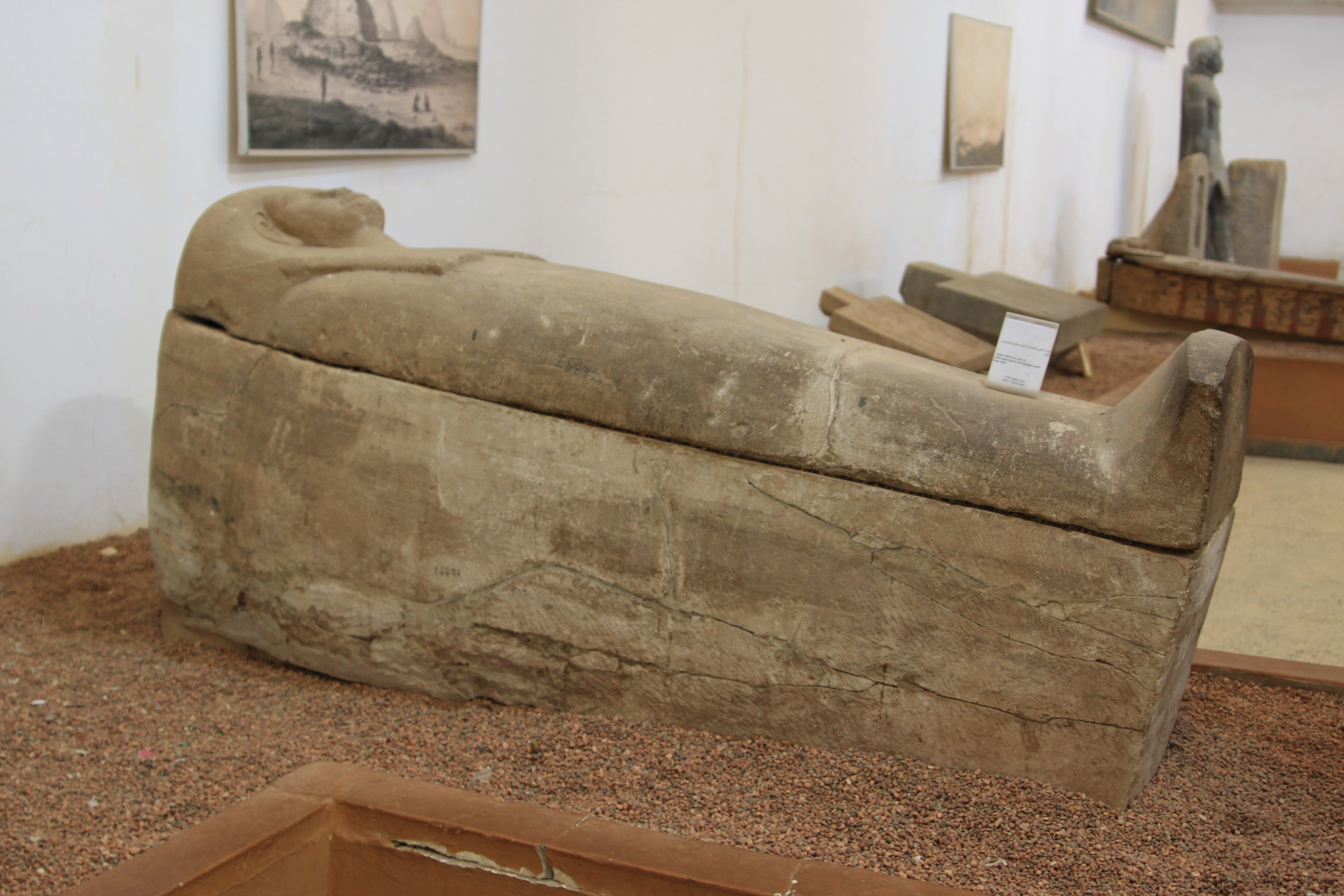
Гробниця, Національний музей Судану
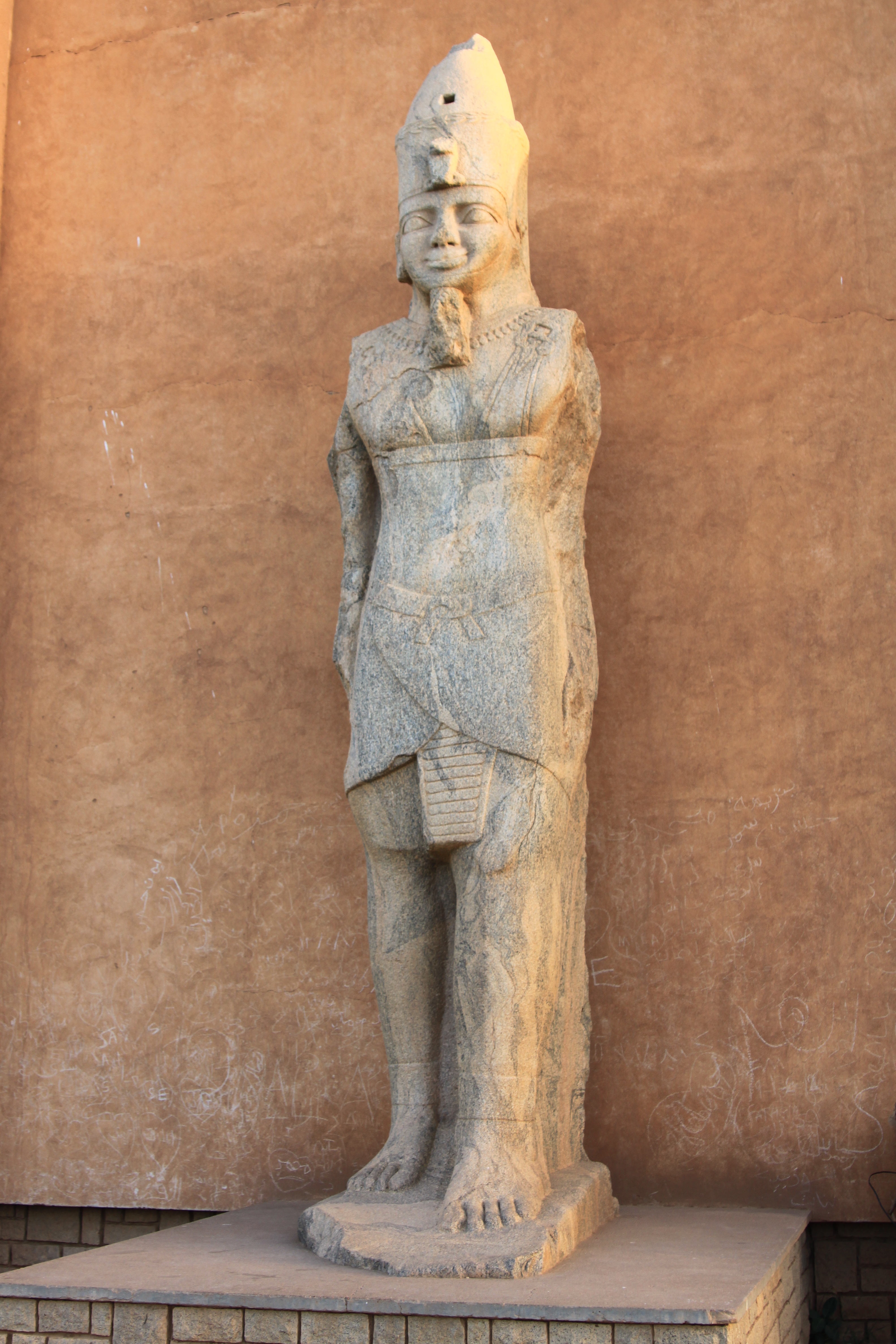
Статуя, Національний музей Судану